# Abborrtjärnen (Älvsby socken, Norrbotten, 729922-173358)
Abborrtjärnen är en sjö i Älvsbyns kommun i Norrbotten och ingår i Piteälvens huvudavrinningsområde. Abborrtjärnen ligger i Piteälven Natura 2000-område.